# Jo Crepain

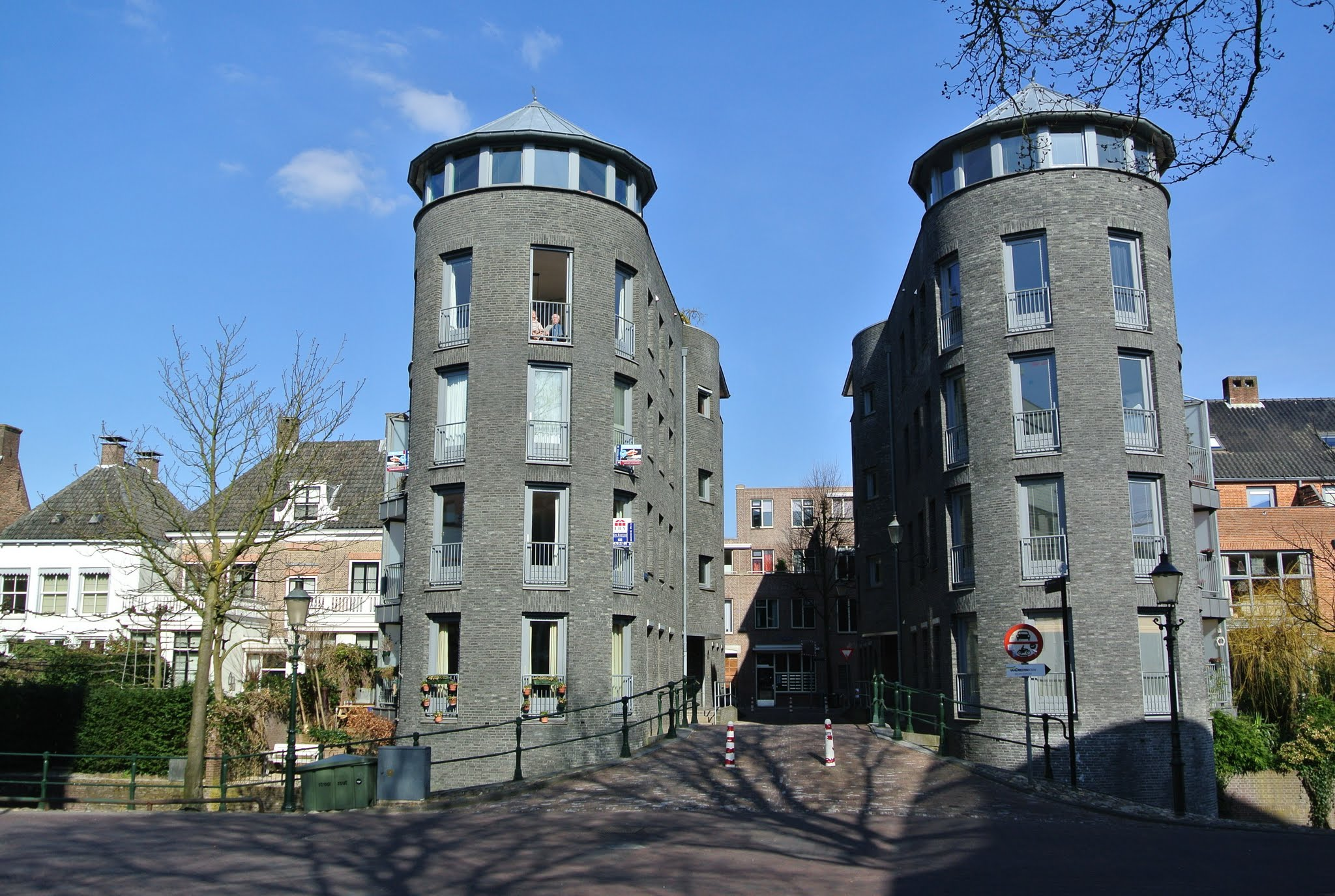
De Bolle Brug in de binnenstad van Amersfoort (1995)

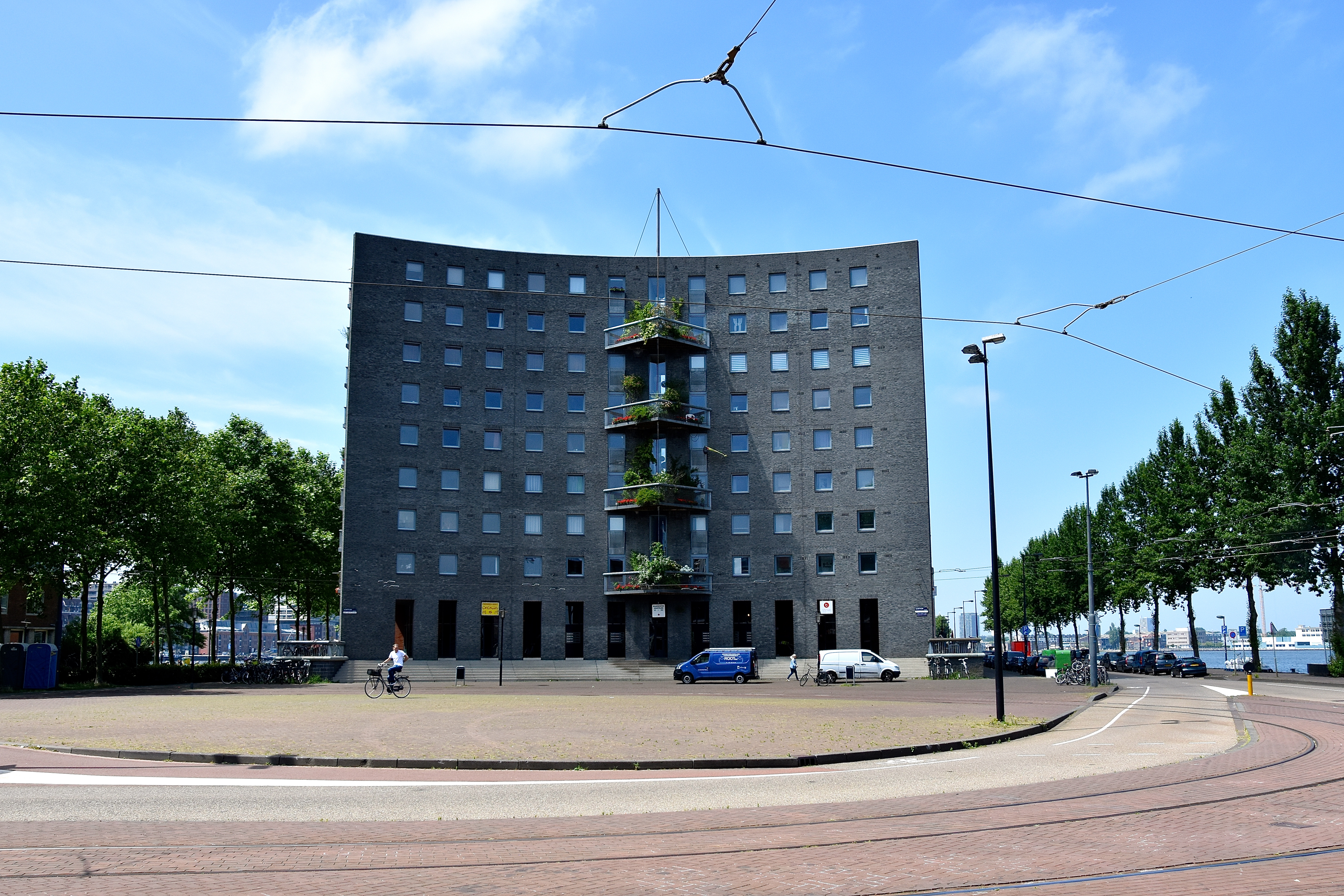
Woongebouw Wladiwostok op het KNSM-eiland in Amsterdam (1995)

Jo Crepain (Brugge, 21 oktober 1950 – Antwerpen, 20 december 2008) was een Belgisch hedendaags architect. Hij ontwierp vooral kantoorgebouwen en scholen in postmodernistische stijl.

## Biografie
Crepain studeerde af als architect (1973) en stedenbouwkundige (1977) aan het Hoger Architectuurinstituut van het Rijk (HAIR) te Antwerpen. Hij woonde het grootste deel van zijn leven in Kapellen en werkte als docent aan de Academie van Gent, de Academie van Bouwkunst te Rotterdam en het Henry van de Velde Instituut te Antwerpen.
In 1974 werd zijn eerste werk, een woning voor kapper Wim Roels aan de Hoevensebaan te Kapellen, bekroond met de Prijs Robert Maskens, de belangrijkste Belgische architectuurprijs. Zijn eerste werk was verwant aan dat van Bob Van Reeth, het bureau BARO en Herman Hertzberger.
Van 1975 tot 1981 was hij lid van de ontwerpcoöperatie SILO. In 1986 richtte hij Jo Crepain Architect nv op en in 2006 Crepain Binst Architecture, een samenwerking met Luc Binst.
Internationaal bekend is zijn woning De Wachter in 's Gravenwezel (1982).
In 1993 is hij auteur van de renovatie van het UCO gebouw te Gent.
Zijn bekendste kantoorgebouwen zijn Renson te Waregem (bekroond met een Energie Award in 2003) en Telindus te Haasrode.
Hij won ook de ontwerpwedstrijden voor een campus van de Universiteit Antwerpen (tegenover de Sint-Jacobskerk, 1997) en een campus van de Arteveldehogeschool te Gent (Kantienberg) en was laureaat voor de bouw van een campus voor de Katholieke Hogeschool Leuven.
Andere bekende ontwerpen zijn een nieuw stadhuis te Lommel en het appartementencomplex Pothoofd te Deventer.
Hij pleitte voor een zeker chauvinisme in de zin van meer kansen voor jonge architecten van eigen bodem door middel van ontwerpwedstrijden. Daarnaast was hij een overtuigd Flamingant.
Jo Crepain won in zijn carrière meerdere prijzen, waarbij de Premio internazionale di architettura Andrea Palladio (1988) het meest in het oog springt.
Hij stierf op 20 december 2008 aan de gevolgen van kanker.

## Jo Crepain Prijzen
Sinds 2013 reikt Netwerk Architecten Vlaanderen tweejaarlijks Jo Crepain Prijzen uit, een bekroning voor architect-ondernemers die professionaliteit en innovatie koppelen aan engagement voor de maatschappij en de eigen sector. Op de erelijst staan Robbrecht & Daem architecten, OMGEVING (OM/AR architecten), Coussée & Goris, Callebaut-Architecten, denc!-studio, B-ILD, STRAMIEN, POLO Architects en DMOA.